# Anupama Parameswaranová
Anupama Parameswaranová (* 20. února 1996) je indická herečka z Kéraly, která se převážně objevuje ve filmech v telugštině a malajámštině. Objevila se také v několika filmech v tamilštině a kannadštině. Její nejznámější role je Mary George v malajámském filmu Premam (2015). Hrála také hlavní role ve telugských filmech, jako jsou Sathamanam Bhavati (2017) a Vunnadhi Okate Zindagi (2017).